# Orff-Schulwerk

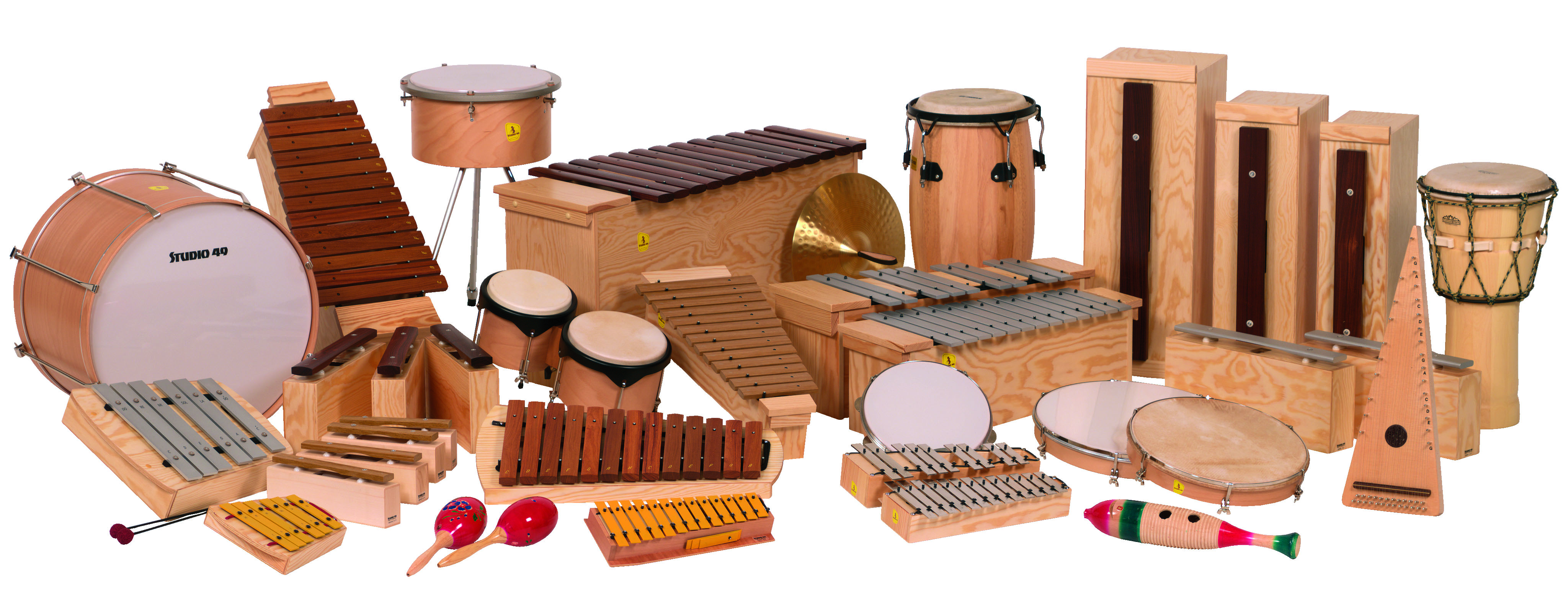
Alcuni tipici strumenti didattici Orff-Schulwerk

L'Orff-Schulwerk è un metodo d’insegnamento della musica che nasce da una serie di esperienze didattiche avviate e spinte alla maturazione da Carl Orff.
Prima della nascita dello Schulwerk era già diffuso un nuovo metodo basato sulla relazione e l'importanza tra musica e movimento, il metodo Dalcroze (didatta e compositore svizzero).
Orff, invece, teneva in particolare considerazione il fattore ritmico nella sua totalità, quindi la sua importanza nel movimento, nella voce e nella musica strumentale.
Attraverso le sperimentazioni effettuate da Orff possiamo conoscere le caratteristiche fondamentali dello Schulwerk: la ricerca dell'elementarità e la metodologia pratica.
Musica elementare è musica a misura di bambino, comprensibile e accessibile attraverso l'utilizzo della scala pentatonica (ad esempio Do Re Mi Sol La). 
Per quanto riguarda la metodologia, Orff propose indicazioni e dati per poi classificare e interpretare, invece di imporle come teorie; d'altronde, come diceva Orff, 
Successivamente fu creato uno strumentario pensato per il raggiungimento dei nuovi scopi: strumenti a percussione ritmici (tamburi, tamburelli baschi, campanacci, triangoli, piatti, Legnetti, reco-reco, e altri) e strumenti a percussione melodici (metallofoni e xilofoni) e fu prodotto del materiale popolare (detti, conte, filastrocche).
Lo Schulwerk oggi è diventato il mezzo attraverso il quale il bambino si avvicina alla musica "facendola", usando mezzi da lui conosciuti e venendo incoraggiato a trovare un nuovo accesso a nuove esperienze musicali, sollecitando anche la sua fantasia.
Nello stesso tempo viene sviluppata la sua formazione, generale, individuale e sociale: coordinazione motoria, fantasia, senso critico, inserimento nel gruppo, confronto non competitivo.